# 데미 (가수)
디미트라 파파데아(그리스어: Δήμητρα Παπαδέα, 예명: 데미(Demy), 1991년 8월 21일 ~ )는 그리스의 가수이다. 유로비전 송 콘테스트 2017에서 그리스 대표로 참가했다.

## 음반 목록
- #1 (2012)
- Rodino Oneiro (2014)
- Demy (2017)